# Ю Чі Тхе
Ю Чі Тхе (кор. 유지태) — південнокорейський актор, режисер та сценарист.

## Біографія
Ю Чі Тхе народився 13 квітня 1976 року в столиці Республіки Корея місті Сеул. На початку 90-х він розпочав модельну кар'єру, а через декілька років дебютував в кіно. Вже у другому в своїй акторській кар'єрі фільмі «Напад на заправку» 1999 року, Чі Тхе зіграв одну з головних ролей. Підвищенню популярності актора сприяла головна роль в науково-фантастичному, романтичному фільмі «Те саме відчуття». За межами Кореї Чі Тхе став відомим завдяки зйомкам у фільмі жахів «Задзеркалля», та фільмі «Олдбой» який є частиною Трилогії Помсти режисера Пак Чхан Ука. У 2008 році актор зіграв головну роль в романтичному серіалі «Зірковий коханець», що стала першою головною роллю на телебаченні в його кар'єрі.
Після успішних ролей в кіно та на телебаченні Чі Тхе став більше часу витрачати на режисерську роботу, зняті ним короткометражні фільми брали участь в кінофестивалях та отримували схвальні відгуки критиків. У 2012 році він зняв свій перший повнометражний художній фільм «Мей Ратіма», в якому розповідається історія чоловіка що живе в злиднях у Кореї до якого приїздить дівчина з Таїланду з якою він листувався та їх спільні спроби покращити своє життя. Сценарій до фільму Чі Тхе написав ще наприкінці 1990-х коли був студентом. Прем'єра фільму відбулася на Пусанському міжнародному кінофестивалі у жовтні того ж року,
також фільм отримав приз від журі Довільського фестивалю азійського кіно. Пізніше Чі Тхе заявив що й надалі планує знімати гостросоціальні фільми, тому що його цікавить здатність звичайної пересічної людини долати здавалось би нездоланні перешкоди.
У наступному році він знявся в японському трилері «Довіра людини» режисера Чунджі Сакамото. У 2014 році Чі Тхе зіграв головну роль в біографічній драмі «Тенор — Ліріко Спінто», в якій розповідається історія талановитого оперного співака що втрачає голос через хворобу. Щоб вдало виконати цю роль актору довелося цілий рік брати уроки вокалу У 2017 році він зіграв головну роль в фільмі «Шахраї», та другорядну роль в фільмі Ларса фон Трієра «Дім, який побудував Джек». Наприкінці того ж року Чі Тхе зіграв головну роль в гостросюжетному серіалі «Скажений пес», в якому виконав роль колишнього поліцейського який заснував власне детективне агентство щоб знайти винних в авіакатастрофі в якій загинула його родина.
На початку травня 2019 року відбулася прем'єра історичного серіалу «Різні мрії» присвяченого сторіччю подій 1 березня, головну роль в якому виконує Чі Тхе.

### Особисте життя
Зі своєю майбутньою дружиною акторкою Кім Хьо Джін, Чі Тхе познайомився у 2003 році на зйомках реклами. Вони почали зустрічатися у 2006 році, у серпні 2011 року відбулися заручини та було офіційно оголошено що весілля відбудеться у грудні того ж року, весілля відбулося 2 грудня в готелі Сілла. У липні 2014 в подружжя народився син 

### Благодійна діяльність
Ю Чі Тхе неодноразово брав участь в благодійних аукціонах та фотосесіях. Так у січні 2010 року, актор разом з Кім Хьо Джін перерахув 20 млн вон постраждалим від руйнівного землетрусу на Гаїті. Іншим разом актор передав 100 млн вон на будівництво шкіл в М'янмі, та допомагав в зборі коштів на безкоштовні обіди для малозабезпечених. Також Чі Тхе брав участь в кампанії проти побутового насильства корейських чоловіків стосовно своїх дружин емігранток з південно-східної азії

## Фільмографія

### Телевізійні серіали
| Рік       | Назва               | Роль         | Мережа |
| --------- | ------------------- | ------------ | ------ |
| 1999      | «Історія кохання»   | Юн Сок       | SBS    |
| 2008–2009 | «Зірковий коханець» | Кім Чхоль Су | SBS    |
| 2014–2015 | «Цілитель»          | Кім Мун Хо   | KBS2   |
| 2016      | «Хороша дружина»    | Лі Те Джун   | tvN    |
| 2017      | «Скажений пес»      | Чхве Кан Ву  | KBS2   |
| 2019      | «Різні мрії»        | Кім Вон Бон  | MBC    |

### Фільми
| Рік  | Назва                                                 | Роль                    |
| ---- | ----------------------------------------------------- | ----------------------- |
| 1998 | «Бувай Джейн»                                         | До Гі                   |
| 1999 | «Напад на заправку»                                   | «Фарба»                 |
| 2000 | «01412 Секта Магічного Меча»                          | Ма Ко                   |
| 2000 | «Те саме відчуття»                                    | Чі Ин                   |
| 2000 | «Нічний кошмар»                                       | Хьон Джун               |
| 2000 | «Лібра ме»                                            | Кім Хьон Те             |
| 2001 | «MOB 2025» (короткометражний фільм)                   | K-one                   |
| 2001 | «Один прекрасний весняний день»                       | Сан Ву                  |
| 2003 | Чудові дні                                            | голос                   |
| 2003 | «Задзеркалля»                                         | Ву Йон Мін              |
| 2003 | «Місто майбутнього»                                   | Р                       |
| 2003 | «Олдбой»                                              | Лі Ву Джін              |
| 2004 | «Жінка це майбутнє чоловіка»                          | Лі Му Хо                |
| 2005 | «Щоденник полярної експедиції»                        | Кім Мін Дже             |
| 2005 | «Співчуття пані Помста»                               | дорослий Вон Мо (камео) |
| 2006 | «Дикий біг»                                           | О Чін У                 |
| 2006 | «Три хлопця»                                          | Лі Чхі Су (камео)       |
| 2006 | «Сліди кохання»                                       | Хьон Ву                 |
| 2007 | «Хван Чін'ї»                                          | Но Мі                   |
| 2008 | «Привіт, школярка»                                    | Кім Йон Ву              |
| 2009 | «Запрошення» (короткометражний фільм)                 |                         |
| 2010 | «Таємне кохання»                                      | Чін Ву / Чін Хо         |
| 2010 | «Midnight FM»                                         | Хан Дон Су              |
| 2010 | «Зірка надії: Іхвезі Ле Темба» (документальний фільм) |                         |
| 2013 | «Довіра людини» (японський фільм)                     | Осаму Ендо              |
| 2014 | «Тенор — Ліріко Спінто»                               | Пе Че Чхоль             |
| 2016 | «Спліт»                                               | Чхоль Чон               |
| 2016 | «Великий актор»                                       | камео                   |
| 2016 | «Старі часи» (документальний фільм)                   | сам себе                |
| 2017 | «Шахраї»                                              | Пак Хї Су               |
| 2018 | «Дім, який побудував Джек»                            | камео                   |
| 2019 | «Гроші»                                               | Бьон Пьо                |

### Режисерська робота
- «Хлопчик з велосипедом» (2003)
- «Як бути засліпленим мрією?» (2005)
- «Через мій намір»[en] (2008)
- «Запрошення» (2009)
- «Мей Ратіма»[en] (2013)
- «Людина яку можу бачити тільки я» (2017)

## Нагороди
| Рік  | Нагорода                                                    | Категорія                                               | Робота                          | Результат | Примітки      |
| ---- | ----------------------------------------------------------- | ------------------------------------------------------- | ------------------------------- | --------- | ------------- |
| 1997 | Model Center New Model Awards                               | Головний приз                                           | Н/Д                             | Перемога  |               |
| 1998 | Премія асоціації фотографів                                 | Краща модель                                            | Н/Д                             | Перемога  |               |
| 1999 | 20-та Кінопремія Блакитний дракон                           | Кращий новий актор                                      | «Напад на заправку»             | Номінація |               |
| 2000 | 21-ша Кінопремія Блакитний дракон                           | Популярна зірка                                         | «Те саме відчуття»              | Перемога  |               |
| 2000 | 21-ша Кінопремія Блакитний дракон                           | Кращий актор                                            | «Те саме відчуття»              | Номінація |               |
| 2000 | 8-ма Премія мистецького кіно Chunsa                         | Кращий новий актор                                      | «Те саме відчуття»              | Перемога  |               |
| 2000 | 1-ша Премія пусанських кінокритиків                         | Кращий новий актор                                      | «Те саме відчуття»              | Перемога  |               |
| 2001 | 38-ма Кінопремія Grand Bell                                 | Кращий новий актор                                      | «Те саме відчуття»              | Номінація |               |
| 2001 | 22-га Кінопремія Блакитний дракон                           | Кращий актор                                            | «Один прекрасний весняний день» | Номінація |               |
| 2003 | 20-й Пусанський фестиваль азійського короткометражного кіно | Audience Award                                          | «Хлопчик з велосипедом»         | Перемога  |               |
| 2006 | 4-та Корейська премія Fashion World                         | Краще вбрання (категорія кіноактор)                     | Н/Д                             | Перемога  |               |
| 2006 | 23-й Пусанський фестиваль азійського короткометражного кіно | Нагорода від Fuji Film                                  | «Як бути засліпленим мрією?»    | Перемога  |               |
| 2006 | 5-та Корейська кінопремія                                   | Кращий актор другого плану                              | «Три хлопця»                    | Номінація |               |
| 2008 | 5-й Азійський фестиваль короткометражного кіно              | Special Contribution Award                              | «Через мій намір»               | Перемога  | [ 19 ] [ 20 ] |
| 2008 | 25-та Премія Korea Best Dresser Swan                        | Краще вбрання (категорія кіноактор)                     | Н/Д                             | Перемога  |               |
| 2009 | 6th Seoul Women's Prize                                     | Н/Д                                                     | Н/Д                             | Перемога  | [ 21 ]        |
| 2009 | 1-ша Корейська гуманітарна премія                           | Спеціальний приз                                        | Н/Д                             | Перемога  |               |
| 2011 | Азійський модельний фестиваль                               | Спеціальна нагорода                                     | Н/Д                             | Перемога  | [ 22 ]        |
| 2011 | 1-ша Премія міністра охорони здоров'я                       | Міністерська нагорода                                   | Н/Д                             | Перемога  | [ 23 ]        |
| 2013 | Довільський фестиваль азійського кіно                       | Приз журі                                               | «Мей Ратіма»                    | Перемога  | [ 6 ]         |
| 2014 | 19-та Премія мистецького кіно Chunsa                        | Кращий новий режисер                                    | «Мей Ратіма»                    | Номінація |               |
| 2014 | 28-ма Премія KBS драма                                      | Нагорода за майстерність (актор середньотривалої драми) | «Цілитель»                      | Номінація |               |
| 2017 | 11-та Премія кабельного телебачення                         | Кращий актор                                            | «Хороша дружина»                | Перемога  | [ 24 ]        |
| 2017 | 31-ша Премія KBS драма                                      | Нагорода за високу майстерність (актор)                 | «Скажений пес»                  | Номінація |               |
| 2017 | 31-ша Премія KBS драма                                      | Нагорода за майстерність (актор мінісеріалу)            | «Скажений пес»                  | Номінація |               |